# Aeroporto Regional de Langley
O Aeroporto Regional de Langley (IATA: YLY, ICAO: CYNJ) está localizado em Langley, na província de British Columbia, Canada. Com três helipontos, é o maior heliporto do Canadá. Atende principalmente a aviação geral, sendo que forneceu serviço regular de passageiros para o Aeródromo Aquático do Aeroporto de Vitoria através de uma empresa aérea chamada Harbour Air Seaplanes, antes do serviço ser encerrado em 20 de maio de 2011. O Aeroporto fornece serviços de combustível, amplo espaço de hangar, e também abriga o Museu Canadense do Voo e ao Aeroclube de Langley.

## O aeroporto
O aeroporto tem duas pistas de asfalto, uma de 640 m de comprimento e outra de 836 m. Essas pistas são relativamente curtas, o que tornam o aeroporto um bom lugar para fins de treinamento de voo, pois um piloto que treina em pistas curtas provavelmente será melhor capacitado. Há também uma via pública ao final da as pistas, resultando em uma distância disponível para decolagem relativamente curta.
Devido à proximidade de áreas residenciais, a pista 19 tem um procedimento de redução de ruído de partida que requer uma curva de 30 graus, e a pista 25 tem um procedimento de redução de ruído de partida que requer uma curva de 50 graus.
As frequências de rádio de Langley são 119.00 para a Torre de controle, e 124.50 para o Serviço Automático de Informação Terminal(ATIS), e ainda 121.90 para o Serviço de solo.
O aeroporto abriga 54 empresas, incluindo muitos operadores de helicópteros e unidades de treinamento de voo de asa fixa e rotativa. O mesmo também tem papel crucial no suporte as comunidades da província de British Columbia no resgate e transporte de alimentos em situações de extremas como inundações e incêndio florestais.

## História
Construído pelo Departamento Federal de Transportes em 1938, o aeroporto de Langley foi controlado pelo Departamento de Defesa Nacional do Canadá e aprimorado pela Força Aérea Real Canadense para ser utilizado como campo de socorro no início da década de 1940. Em 1945, no final da Segunda Guerra Mundial, o Departamento de Transportes retomou a propriedade e alugou o aeroporto para o município de Langley. Em 1954, a instalação foi licenciada para funcionar como aeroporto municipal. Posteriormente, em 1967, o mesmo foi comprado por US$ 24.300.

## Ver Também
- Langley (Colúmbia Britânica)
- Lista de aeroportos do Canadá
- Vancouver
- Colúmbia Britânica